# Tzéndal
Tzéndal (Tzeltal, Tseltal, Tzendal, Zendal).- Indijanski narod iz Chiapasa s jugoistoka Meksika, srodni plemenu Tzotzil, i članovi etnilingvističke porodice Mayan. Habitat Tzendala su ravnice kao i brjegovi i vrhunci. Agrikultura im je glavna preokupacija, uzgoj kukuruza, graha, tikava, manioke i kikirikija, na poljima koja obrađuju štapovima za kopanje i motikama. Od domaćih životinja drže nešto kokoši i purane.
Kuće Tzeltala su od brvana ili pletene i oličene, četvrtaste i jednosobne s vratima, i bez prozora. Najvažniji obrti su grnčarstvo, tkalaštvo, pletenje, košaraštvo i izrada hasura. Zajednice se razlikuju po stilovima nošnji, kod muškaraca to su kratke hlače, košulje, duge do koljena, sandale i šešir. Kod žena nošnja se sastoji od dugih pamučnih haljina, pamučne bluze ili tunike, šala-rebozo i uvijek su bose.
Slično drugim majanskim skupinama poznaju instituciju compadrazgo. Vjera im je rimokatolička s primjesama starih poganskih vjerovanja. Uz lokalne svece zaštitnike održavaju i ne-kršćanske obrede. 
Među Tzeltalima razlikuju se dvije grupe poznate kao Bachajonteca ili Bachajonteco (nizinski), koji se služe jezikom bachahom i Tzeltales de Oxchuc (planinska grupa), koji se služe jezikom oxchuc.

## Vanjske poveznice
- Tzeltales (or Zendales)  Arhivirana inačica izvorne stranice od 27. rujna 2007. (Wayback Machine)
- Society-TZELTAL  Arhivirana inačica izvorne stranice od 5. siječnja 2011. (Wayback Machine)